# Schlesische Gnadenkirchen

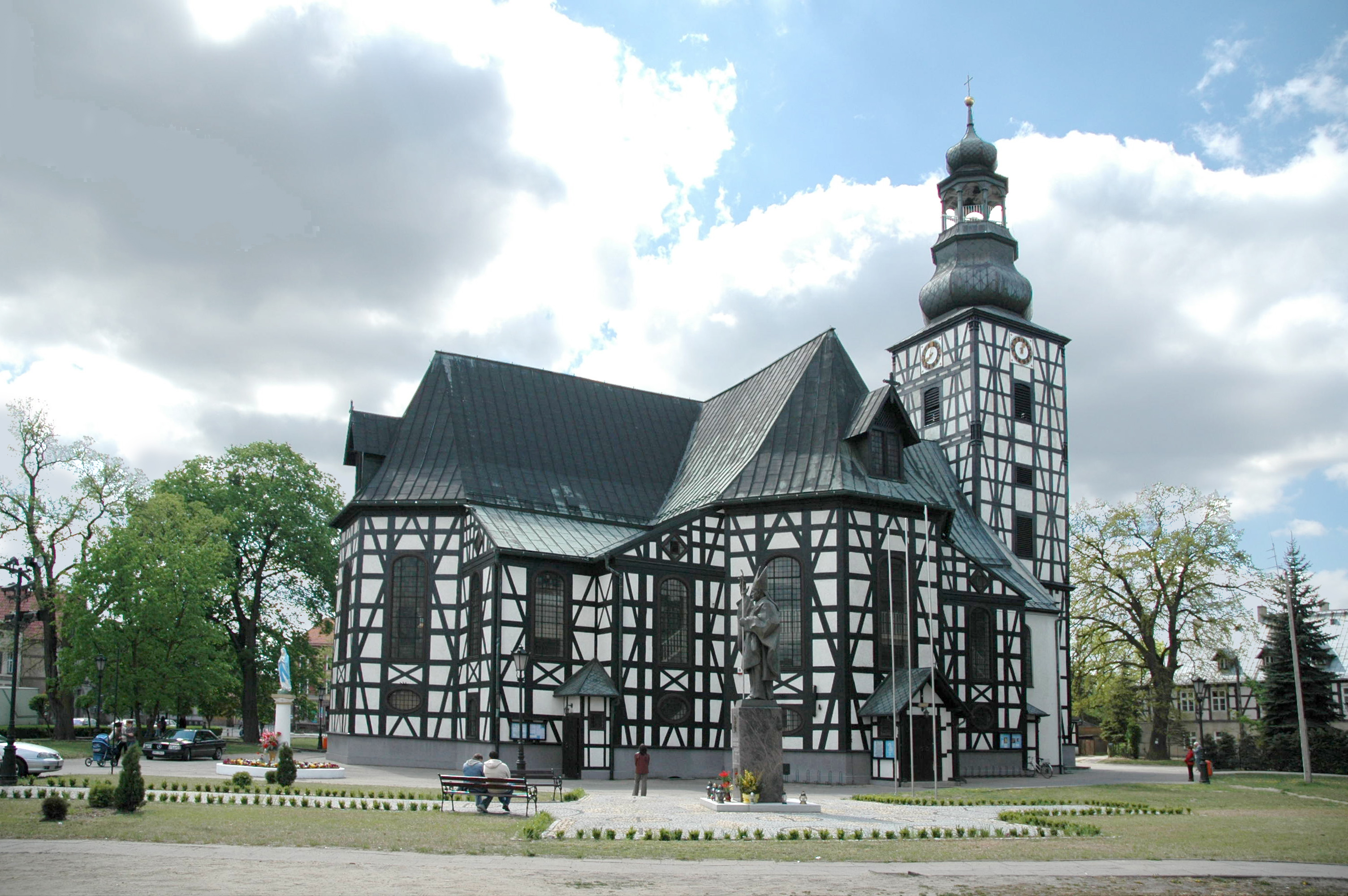
Gnadenkirche in Militsch

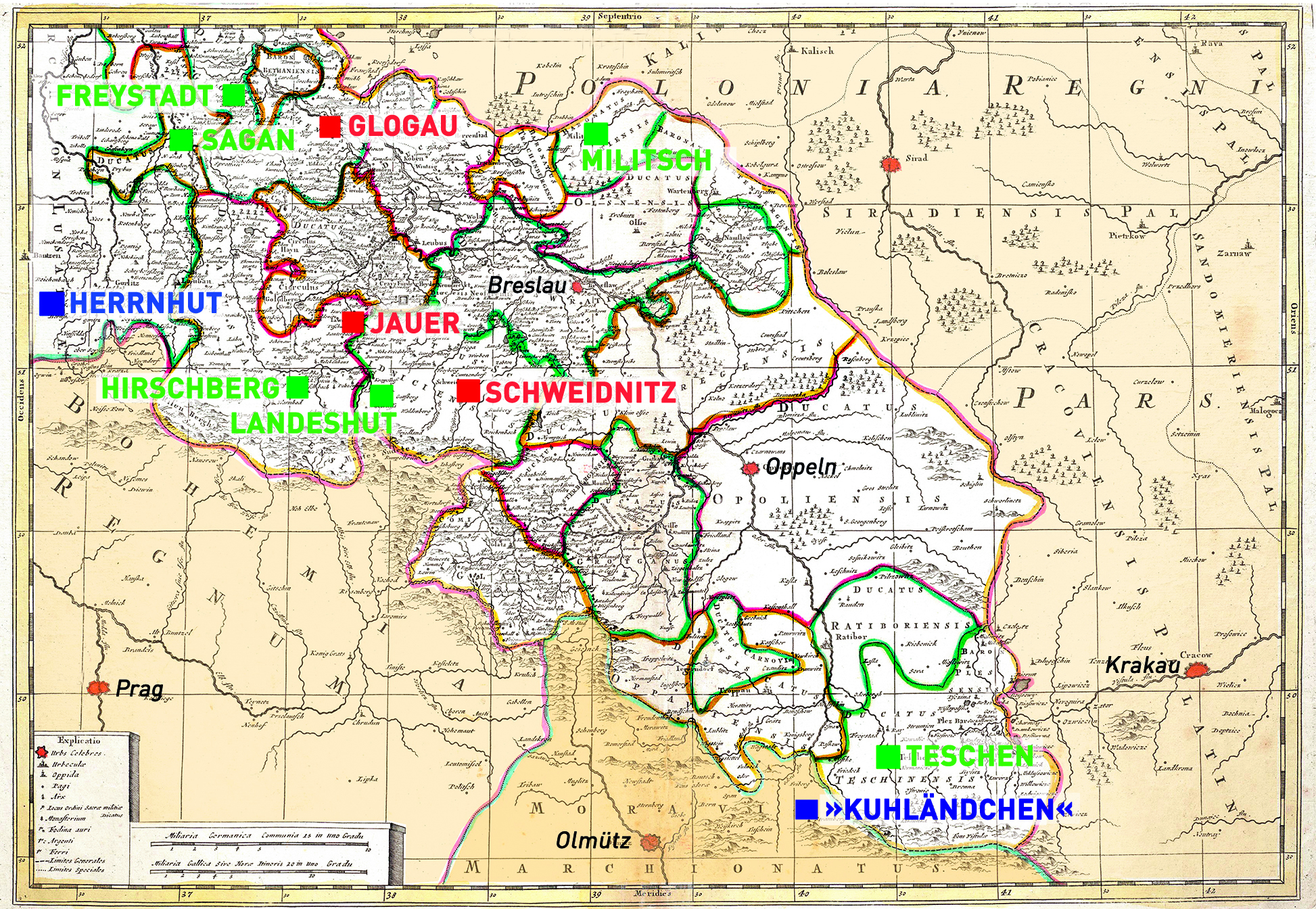
Karte Schlesien von 1710 mit den drei Friedenskirchen (rot) und sechs Gnadenkirchen (grün)

Als Gnadenkirchen werden sechs evangelische Kirchen in Schlesien bezeichnet, die nach der Altranstädter Konvention von 1707 durch die Gnade Kaiser Josephs I. in seiner Eigenschaft als König von Böhmen und damit als Landesherr der Herzogtümer in Schlesien, errichtet werden durften.

## Geschichte

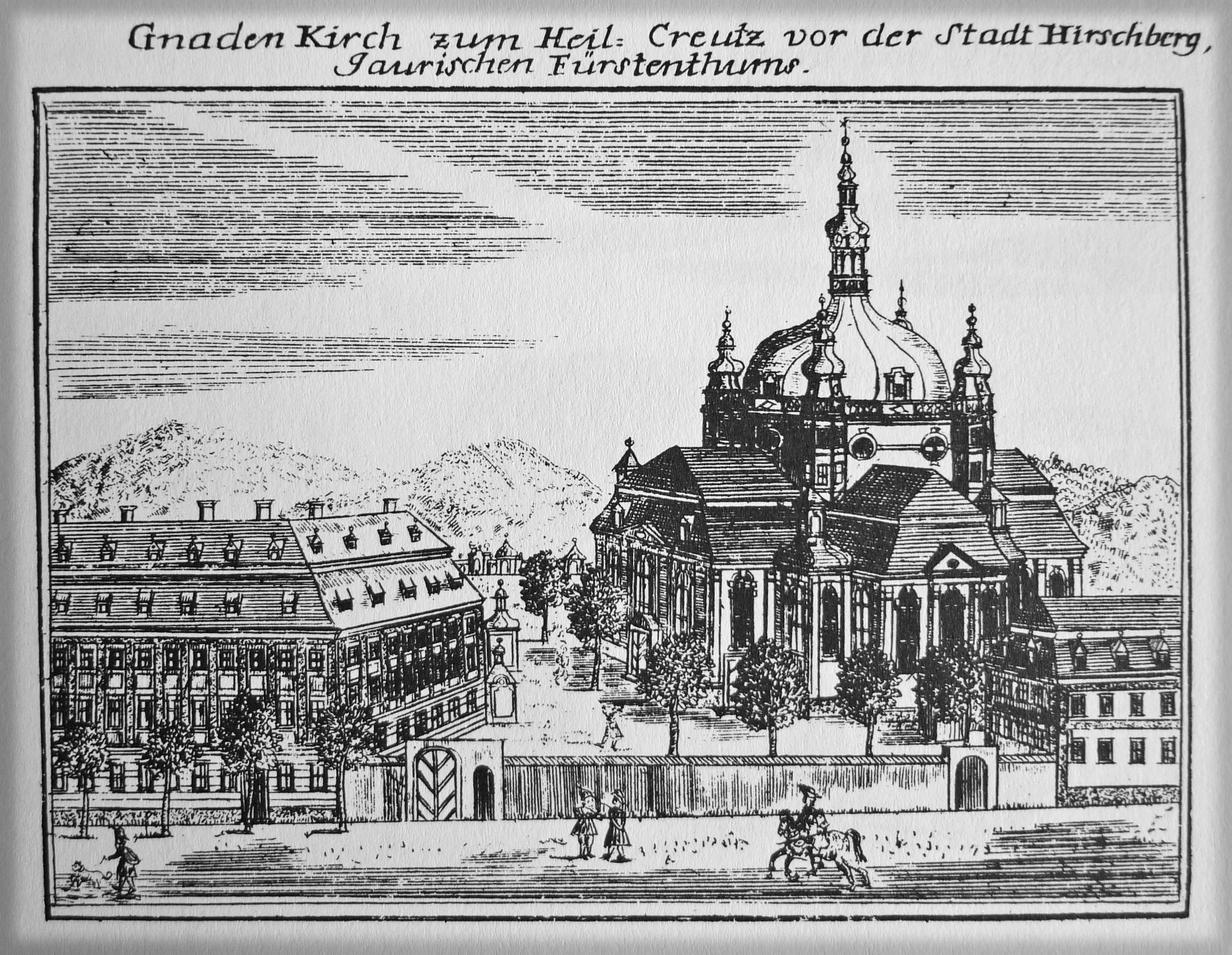
Gnadenkirche Hirschberg nach Friedrich Bernhard Werner (1748)

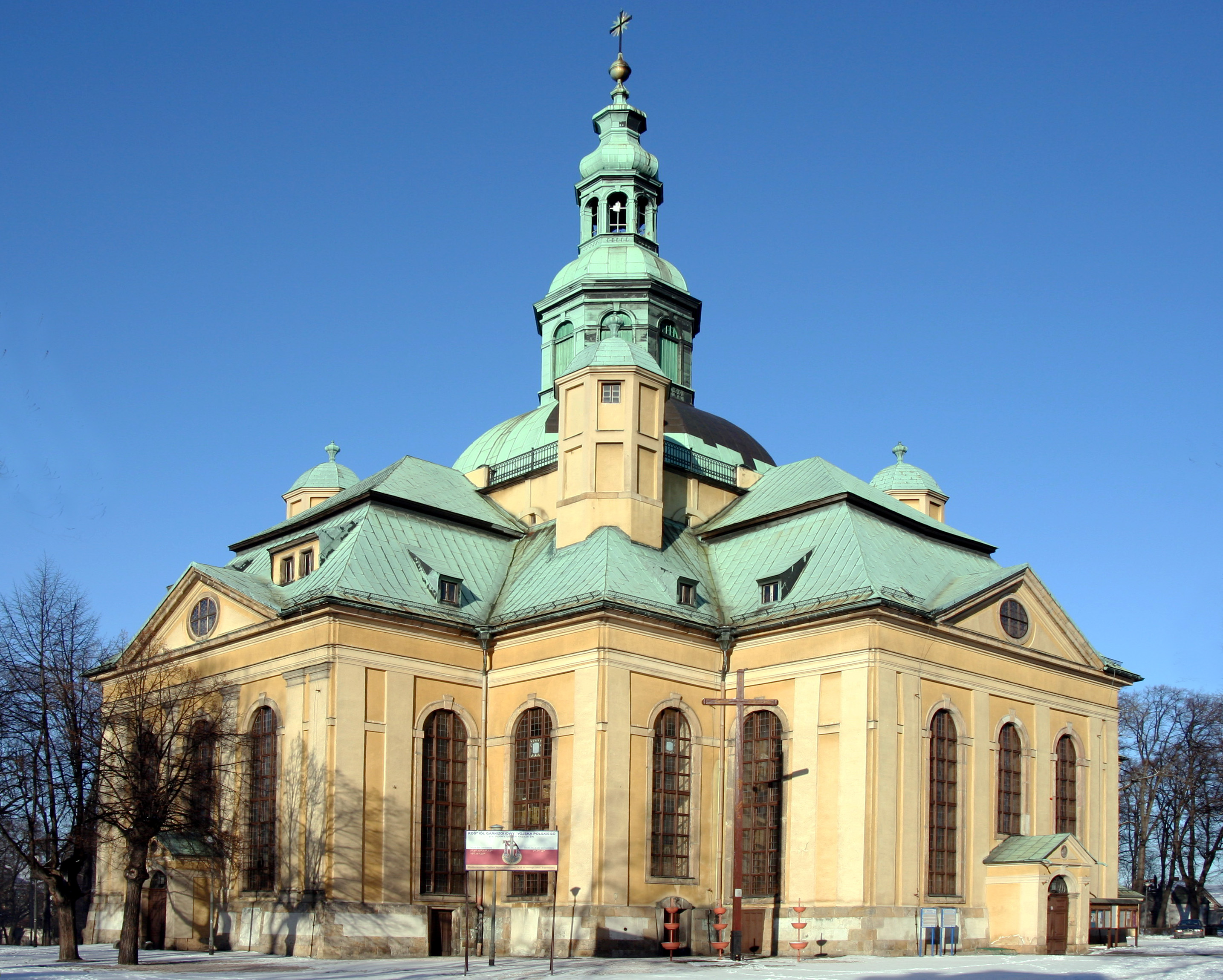
Gnadenkirche in Hirschberg

Im 17. Jahrhundert wurden die meisten schlesischen Herzogtümer nicht mehr von (Piasten-)Herzögen regiert, sondern waren als erledigte Lehen der Schlesischen Erblande an die böhmische Krone und damit an die Habsburger in ihrer Eigenschaft als Könige von Böhmen gefallen. Nach dem Westfälischen Frieden wurden in den unmittelbar Habsburg unterstehenden Gebieten alle Gotteshäuser, die vor 1618 römisch-katholisch gewesen und danach protestantisch geworden waren, dem katholischen Klerus zurückgegeben. Den Protestanten, die in diesen Gebieten die Mehrheit stellten, wurden die drei schlesischen Friedenskirchen zugestanden, die in den Städten Glogau, Jauer und Schweidnitz errichtet wurden. Da diese für ein so großes Gebiet mit einer protestantischen Bevölkerungsmehrheit nicht ausreichten, entstanden an den Grenzen des eigenständigen Herzogtums Liegnitz sog. Grenzkirchen für die evangelische Bevölkerung außerhalb des Herzogtums. Als 1675 mit dem Herzogtum Liegnitz-Brieg-Wohlau der letzte schlesische Teilstaat als erledigtes Lehen an Habsburg gefallen war, blieben für die schlesischen Protestanten nur noch das Königreich Polen, wo Religionsfreiheit herrschte, und die protestantischen Kurfürstentümer Brandenburg und Sachsen.
Im Großen Nordischen Krieg besiegte König Karl XII. von Schweden in der Anfangsphase seine Gegner Dänemark, Russland und Polen. Auf seinem Feldzug drang er bis ins Kurfürstentum Sachsen vor. Als der König, der ein überzeugter Lutheraner war, mit seiner siegreichen Armee an der Grenze Schlesiens stand, drohte er auf Seiten Frankreichs in den Spanischen Erbfolgekrieg einzugreifen und erzwang dadurch in der Altranstädter Konvention von 1707 nicht nur die Rückgabe von 121 Kirchen in den früher von protestantischen Fürsten regierten Teilstaaten Liegnitz, Oels und Münsterberg, sondern auch die Genehmigung des Kaisers Joseph I. zum Bau von sechs neuen evangelischen Kirchen in Schlesien. Nach der Bewilligung des Kaisers wurden die zu bebauenden Grundstücke mit Gnadenstäben abgeschritten, die mit dem kaiserlichen Adler und im Fall Teschens dem Bildnis des Kaisers geziert waren und später als „Zeichen kaiserlicher Gnade“ in den Kirchen aufgestellt wurden.
Die neuen Gnadenkirchen entstanden in den Städten Freystadt, Hirschberg, Landeshut, Militsch, Sagan und Teschen in den Jahren 1709 bis um 1714. Vier von ihnen waren Fachwerkbauten, wie die Friedenskirchen, durften aber im Gegensatz zu diesen mit einem Glockenturm versehen werden. Die Konvention ermöglichte es nun auch, den Friedenskirchen (freistehende) Türme anzufügen. Die Gnadenkirchen in Hirschberg und Landeshut waren getreue Kopien der Stockholmer Katharinenkirche, was auch die Dankbarkeit der Bevölkerung gegenüber dem schwedischen König ausdrücken sollte.
Vier Gnadenkirchen (Hirschberg, Landeshut, Militsch und Teschen) überstanden den Zweiten Weltkrieg und die tiefgreifenden ethnischen und konfessionellen Umwälzungen in dem an Polen gefallenen Schlesien. Bis auf die Jesuskirche in Teschen wurden alle Gnadenkirchen der katholischen Kirche in Polen übertragen. Die Gnadenkirchen in Freystadt und Sagan wurden bis auf ihre im 19. Jahrhundert errichteten Türme nach dem Zweiten Weltkrieg abgerissen.
Im Neubaugebiet von Stuttgart-Heumaden wurde die 1964 eingeweihte moderne Kirche nach den historischen Vorbildern Gnadenkirche benannt, ebenso die Gnadenkirche zum Heiligen Kreuz in Hannover-Mittelfeld.

## Bauten

### Gnadenkirche Hirschberg / Jelenia Góra
Die Gnadenkirche „Zum Kreuz Christi“ (Kościół Św. Krzyża) bildet eine Synthese zwischen protestantischem Klassizismus und römisch-katholisch geprägtem Barock. Das Gebäude wurde 1709 bis 1718 nach dem Vorbild der Stockholmer Katharinenkirche von Baumeister Martin Frantz aus Reval (Tallinn) in Stein erbaut und hat die Form eines griechischen Kreuzes. In der Mitte befindet sich eine Kuppel, die von vier Türmen umgeben ist. In der Kirche können 4000 Gläubige Platz finden.

### Gnadenkirche Landeshut / Kamienna Góra

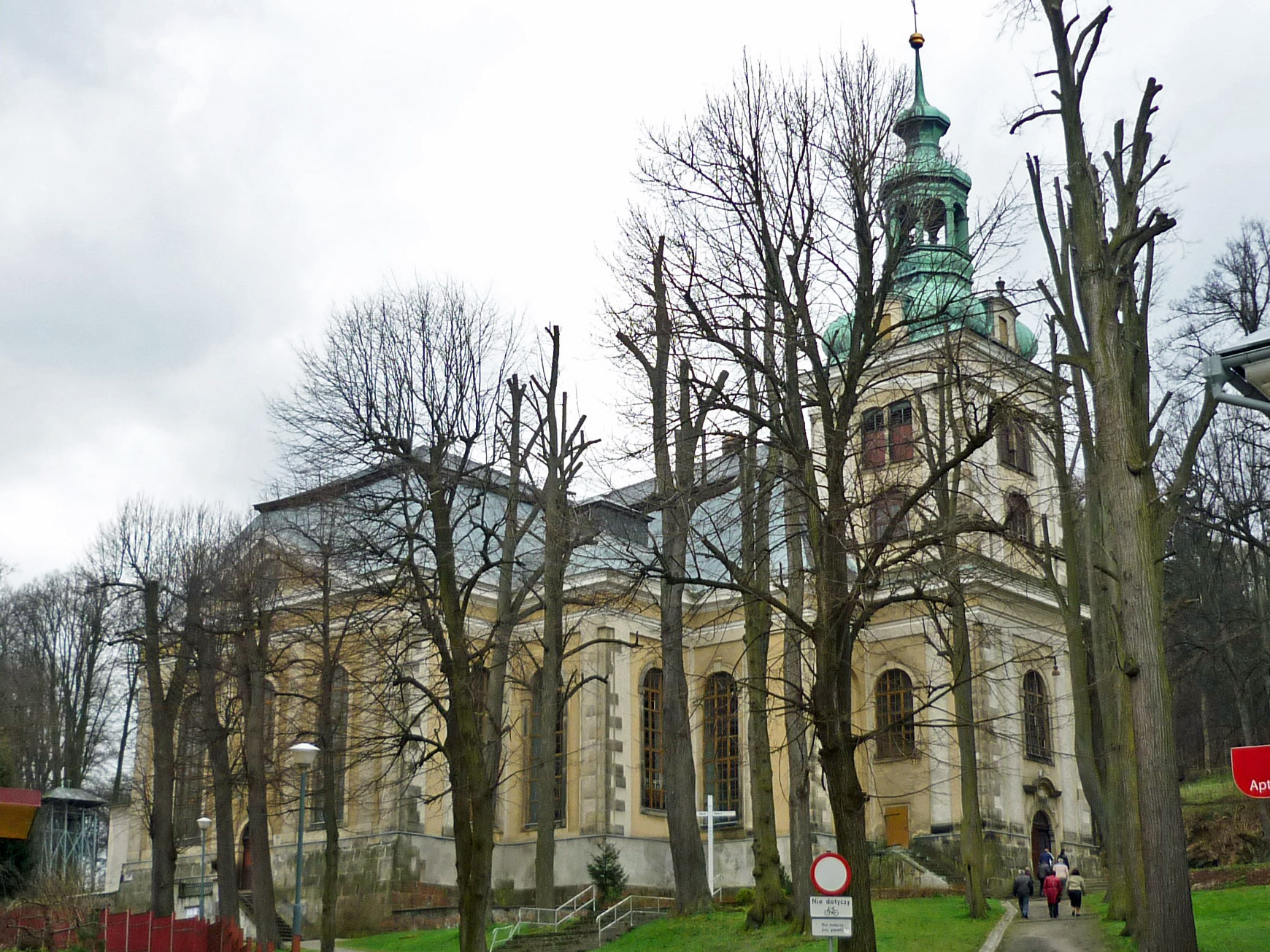
Gnadenkirche in Landeshut

Die evangelische Gnadenkirche „Zur Heiligen Dreifaltigkeit“ wurde in den Jahren 1709–1720 in Landeshut erbaut und ebenfalls nach dem Vorbild der Stockholmer Katharinenkirche von Baumeister Martin Frantz aus Reval (Tallinn) in Stein ausgeführt. 1724 baute man eine Orgel ein, ein Jahr später den Altar und brachte 1766 die Kirchturmuhr an. Das Gotteshaus wurde von Kriegshandlungen nicht betroffen. Jedoch wurden nach dem Zweiten Weltkrieg aus der nicht genutzten Kirche wichtige Teile der Ausstattung entnommen: der Altar, das Taufbecken, die Orgel, die Kanzel, die Kronleuchter und die Glocken.
Heute wird die Kirche als katholische Pfarrkirche St. Maria Rosenkranz (Kośćiół Matki Boskiej Różańcowej) genutzt, neben der Kirche hat man einen neuen Stahlglockenturm mit drei Glocken errichtet. Im Innern des Gotteshauses entstanden polychrome Ausmalungen von Jan Molga und Paul Mitka. Die Gemälde stellen die Rosenkranz-Gottesmutter dar und verschiedene historische Persönlichkeiten Polens, die ihr huldigen.

### Gnadenkirche Teschen / Cieszyn

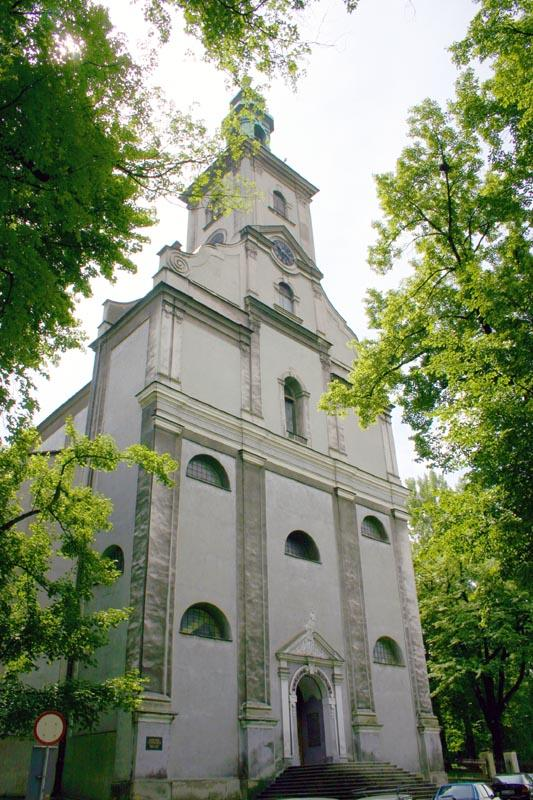
Gnadenkirche in Teschen

Die Teschener Gnadenkirche – die Jesuskirche – ist die größte der sechs schlesischen Gnadenkirchen und die einzige in Oberschlesien. Der Bau der Gnadenkirche erfolgte von 1709 bis 1730 in Stein, bis 1751 wurde sie mit einem 72 m hohen Turm ausgestattet. Sie besitzt 8000 Plätze und war damals für 40.000 evangelische Gemeindemitglieder in Österreichisch-Schlesien und im Herzogtum Teschen zuständig. Ihre Ausstrahlung reichte bis in die Gegend von Troppau und ins Herzogtum Pless. Heute ist sie die Mutterkirche der Evangelischen Christen in Polen, sie wird als einzige auch noch nach 300 Jahren als evangelische Kirche genutzt.

### Gnadenkirche Militsch / Milicz
Die Evangelische Gnadenkirche zum Heiligen Kreuz wurde 1709–1714 errichtet, als Fachwerkbau mit Barock- und Rokoko-Ausstattung und drei Emporen. Heute ist sie die katholische Pfarrkirche zum Heiligen Andreas Bobola (1981 restauriert).

### Gnadenkirche Freystadt / Kożuchów

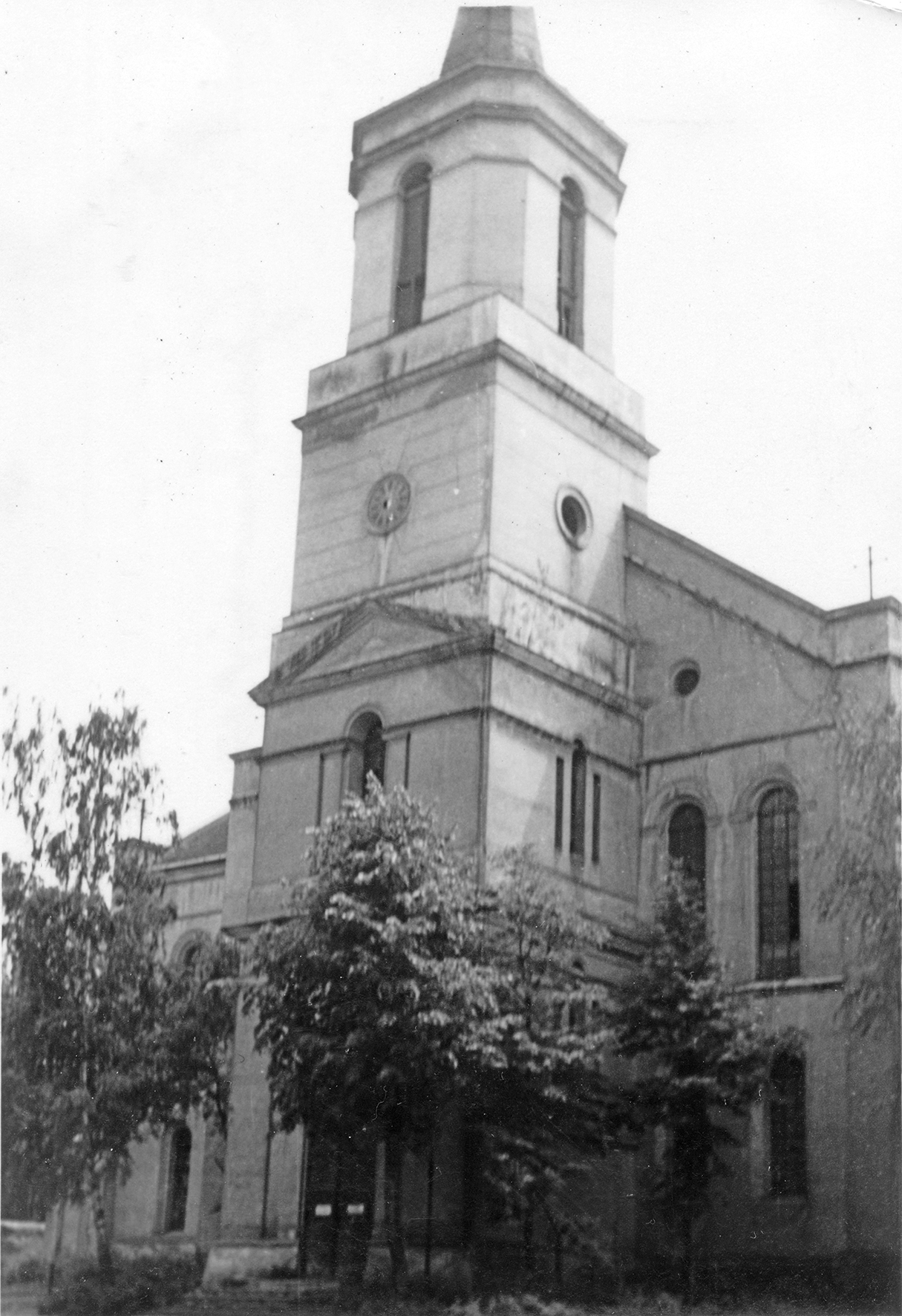
Gnadenkirche in Freystadt, Turmseite

Die evangelische Gnadenkirche Freystadt „Zum Weinberge Jesu“ wurde 1709 auf dem Gelände eines Weinberges außerhalb der Stadt errichtet (daher ihr Name „Zum Weinberge Jesu“), über ihre Einweihung ist nichts bekannt. In den Jahren 1857–1859 wurde das Fachwerk durch massives Steinwerk ersetzt, 1826/1827 wurde der Turm gebaut.
Die Kirche verfiel nach 1945. Hochaltar, Kanzel und Orgelprospekt wurden in die Jesuitenkirche nach Glogau überführt, danach wurde die Kirche bis auf den Turm abgetragen.

### Gnadenkirche Sagan / Żagań

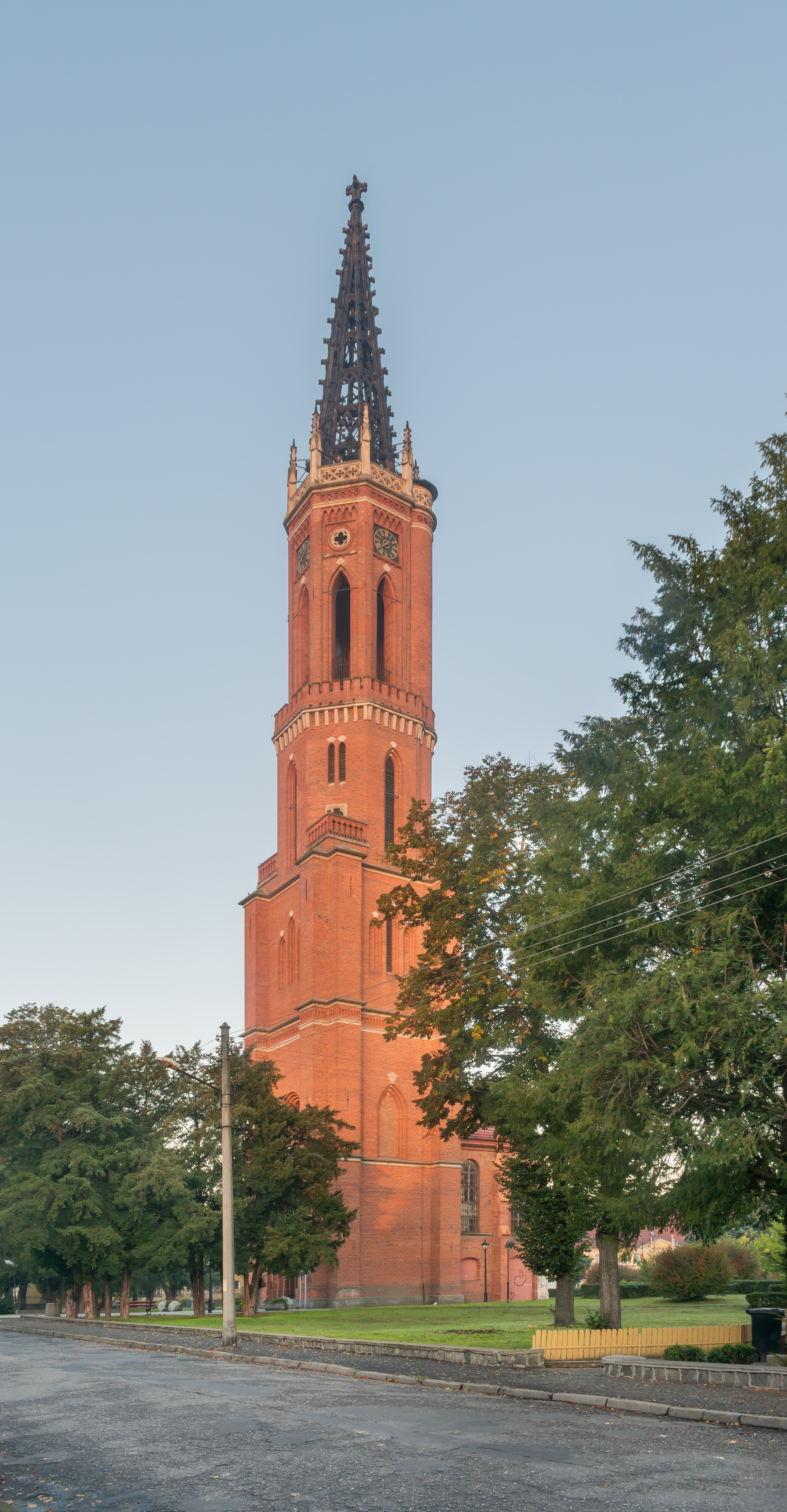
Turm der ehemaligen Gnadenkirche von Sagan

Die Gnadenkirche Sagan wurde von 1709 bis 1710 erbaut und als Dreifaltigkeitskirche 1710 geweiht. 1753 erfolgte ein Umbau der Kirche und die Erhöhung des Kirchturms. Die ursprünglichen Fachwerkkirche wurde 1809 renoviert, aber 1844 abgerissen und bis 1846 wurde neu in Stein ausgeführt. Dabei wurde ein 70 m hoher neugotischer Turm angebaut. 1873 erfolgte eine Restaurierung der Kirche. Nachdem 1952 die Gemeinde enteignet worden war, beschloss man 1965 den Abriss der Kirche. 1991 erfolgte die Wiedereinweihung der Fürstenkapelle, in der die Saganer Fürsten von Biron beigesetzt sind. 1999–2004 wurde der Turm renoviert und 2004 als Aussichtsturm eröffnet.